# BiFi (snack)
Pour l’article homonyme, voir Bibliothèque du film.
BiFi est une marque de snacks à base de viande qui appartient à la société américaine Jack Link's. Les produits BiFi sont vendus notamment en Allemagne, en Suisse, en Autriche, en Belgique, aux Pays-Bas, au Danemark, en Norvège, au Royaume-Uni et en France.

## Histoire
La marque BiFi a été lancée en 1972. À l'origine, le nom BiFi n'était utilisé que pour le premier produit de la gamme actuelle, un petit salami. Le nom BiFi provient de l'adjectif anglais "beefy" (à base de viande). Actuellement, plus de dix produits sont distribués sous la marque BiFi. À ce jour, les snacks à base de viande sont encore fabriqués dans les installations d'origine de "Schafft Fleischwerke" à Ansbach, en Allemagne. Après l'intégration de "Schafft Fleischwerke" dans l'"Union Deutsche Lebensmittelwerke GmbH" (Union des usines alimentaires allemandes), BiFi a été intégré dans la gamme de produits Unilever. En février 2014, le groupe Unilever a vendu les marques de saucisses BiFi et Peperami à Jack Link's, le plus grand producteur mondial de snacks à base de viande. Les principaux produits de l'entreprise familiale américaine, qui opère avec succès en Europe depuis 2008, sont le "Beef Jerky" et les snacks au salami. BiFi Roll et BiFi Carazza sont les produits BiFi les plus populaires avec BiFi Original. BiFi Roll a été lancé en 1987 et BiFi Carazza en 1994. Depuis la reprise par Jack Link's, encore plus d'argent a été investi dans la marque. En 2017, BiFi a lancé le BiFi "100% Turkey" (100% dinde), la première collation de la marque sans viande de porc. En automne 2018, le logo de la marque et le design de l'emballage ont été révisés. Le nouveau look de la marque a été introduit à travers par une vaste campagne télévisée et en ligne sous le slogan "Fais comme bon te semble". 

## Produits
Depuis octobre 2018, les produits suivants sont disponibles :
- BiFi Beef (2018)
- BiFi Turkey (2017)
- BiFi Currywurst (2016)
- BiFi Original Snack Pack (2016)
- BiFi Minis (2014))
- BiFi Roll Hot (2004)
- BiFi Carazza XXL (2003)
- BiFi Roll XXL (2001)
- BiFi Ranger (1997)
- BiFi Carazza (1994)
- BiFi Roll (1987)
- BiFi Original XXL (1984)
- BiFi Hot (1977)
- BiFi Original (1972)

Produits BiFi qui ne sont plus disponibles :
- BiFi Balls
- BiFi Original Junior
- BiFi with Turkey
- BiFi Roll Korn
- BiFi Snack Pack Hot XXL
- BiFi Snack Pack XXL

Les produits BiFi sans pain, tel que le BiFi Original, BiFi Turkey ou BiFi SnackPack sont catégorisés en tant que saucisses crues. Celles-ci sont fumées naturellement et fabriquées sans exhausteurs de goût ni ingrédients artificiels. Ce n'est pas le cas des produits en pâte tels que BiFi Roll ou BiFi Carazza, dans la mesure où ils sont cuits pendant la production. 

## Publicité
En 2018, le nouveau logo et le nouveau design de l'emballage ont été introduits dans le cadre d'une campagne cross-média. La campagne a été développée par Heimat Active, une agence de publicité basée à Berlin. En plus du spot principal, elle comprend diverses courtes vidéos sur les réseaux sociaux. Sous le slogan "Fais comme bon te semble", la campagne appelle les gens à être eux-mêmes, c'est à-dire imparfaitement parfaits, même si cela va à l’encontre des normes sociales.